# Le Bourdeix
Le Bourdeix település Franciaországban, Dordogne megyében. Lakosainak száma 240 fő (2022. január 1.). Le Bourdeix Étouars, Saint-Martin-le-Pin, Augignac, Javerlhac-et-la-Chapelle-Saint-Robert, Nontron, Saint-Estèphe és Teyjat községekkel határos.

## Népesség
A település népességének változása:
| Lakosok száma | 254  | 212  | 229  | 251  | 246  | 234  | 226  | 227  | 228  | 240  |
|               | 1968 | 1982 | 1999 | 2006 | 2011 | 2015 | 2017 | 2018 | 2020 | 2022 |